# Liste der Biografien/Lauz
Liste der Biografien |
Portal Biografien |
Personensuche
# |
A |
B |
C |
D |
E |
F |
G |
H |
I |
J |
K |
L |
M |
N |
O |
P |
Q |
R |
S |
T |
U |
V |
W |
X |
Y |
Z |
?
 
La |
Lb |
Lc |
Le |
Lg |
Lh |
Li |
Lj |
Ll |
Lm |
Lo |
Lp |
Lt |
Lu |
Lv |
Lw |
Lx |
Ly |
Lz
 
Laa |
Lab |
Lac |
Lad |
Lae–Lah |
Lai |
Laj |
Lak |
Lal |
Lam |
Lan |
Lao |
Lap |
Laq |
Lar |
Las |
Lat |
Lau |
Lav |
Law |
Lax |
Lay |
Laz
 
Laua |
Laub |
Lauc |
Laud |
Laue |
Lauf |
Laug |
Lauh |
Laui |
Lauj |
Lauk |
Laul |
Laum |
Laun |
Laup |
Laur |
Laus |
Laut |
Lauv |
Lauw |
Laux |
Lauz
Die Liste der Biografien führt alle Personen auf, die in der deutschsprachigen Wikipedia einen Artikel haben. Dieses ist eine Teilliste mit 20 Einträgen von Personen, deren Namen mit den Buchstaben „Lauz“ beginnt.

## Lauz
- Laúz, Matías (* 1991), uruguayischer Fußballspieler

### Lauza
- Lauzanne, Augustin-Théodore de (1805–1877), französischer Bühnenautor und Vaudevillist

### Lauze
- Lauze, François de, französischer Tanzlehrer
- Lauze, Mireille (1920–1945), französische Kommunistin und Angehörige der Résistance
- Lauze, Wigand († 1570), deutscher Chronist
- Lauzemis, Lena (* 1983), deutsche Schauspielerin
- Lauzet, Marie Auguste (1863–1898), französischer Maler und Radierer

### Lauzi
- Lauzi, Bruno (1937–2006), italienischer SängerBruno Lauzi (1937–2006)

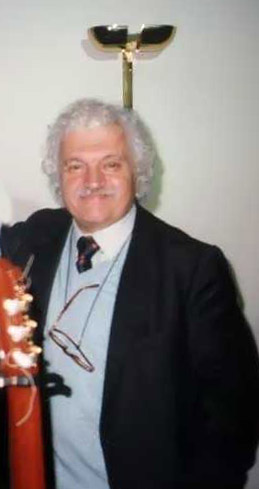
Bruno Lauzi (1937–2006)

- Lauzi, Emiliano (* 1994), italienischer Snowboarder
- Lauzier, Gérard (1932–2008), französischer Filmemacher sowie Autor und Zeichner von gesellschaftskritischen Comics und Theaterstücken
- Lauzières, Pons de (1553–1627), französischer Adliger und Militär
- Lauzières-Themines, Gloriande de (1602–1635), französische Adlige und Mordopfer
- Laužikas, Egidijus (* 1959), litauischer Jurist und Richter
- Laužikas, Šarūnas (* 1953), litauischer Politiker
- Lauzil, Carl (1842–1902), österreichischer Architekt

### Lauzo
- Lauzon, Alex (* 1957), österreichischer Pokerspieler
- Lauzon, Jean de († 1666), Gouverneur von Neufrankreich (1651–1657)
- Lauzon, Jean-Claude (1953–1997), kanadischer Filmregisseur
- Lauzon, Jérémy (* 1997), kanadischer Eishockeyspieler
- Lauzon, Patrice (* 1975), kanadischer Eistänzer